# دير بيركلنجن
دير بيركلنجن (بالألمانية: Kloster Birklingen) دير سابق لشرائع أوغسطين في منطقة إبهوفن، بيركلنجن، في أبرشية بامبرج.
تأسس عام 1459 بمبادرة من الأسقف يوهان فون غرومباخ، وتمّ حلّه عام 1546.